# 第206通信中隊 (アメリカ軍)
第206通信中隊（だい206つうしんちゅうたい）は、第18砲兵旅団に属する部隊。

## 任務
第18砲兵旅団傘下の全ての部隊の通信サービスのサポートを担う。これは電話線から始まり、無線、インターネットそして衛星交信と多岐に渡る。また、実験的部隊の色も強く、さまざまな実験訓練にも参加している。JNNやSTT等、最新の通信機器・装備で任務に従事する。

## 所属・指揮系統
この隊は第18砲兵旅団直属だが、指揮系統の関係から公式には第188旅団支援大隊に属している。第18砲兵旅団傘下の戦闘部隊が派兵される場合には1つのチーム（分隊相当）が戦闘部隊と共に派兵する。

## 沿革
部隊の発足は第二次世界大戦後期で、終戦と同時に部隊は解散された。しかし朝鮮戦争の勃発により再編成されたが1年足らずで解散。ベトナム戦争後期にまた再編成されたがこれも1年足らずで解散し、次に再編成されたのは2006年2月であった。